# محمد خليل (سياسي)
محمد خليل ولد في 1952، هو شيخ زيتوني ومختص في الدراسات الإسلامية، وهو سياسي تونسي.

يشغل منذ 2016 منصب وزير الشؤون الدينية.

## السيرة الذاتية
تحصل محمد خليل على الأستاذية في القانون من قبل كلية الحقوق بتونس، وكذلك على شهادة الدراسات المعمقة في العلوم الإنسانية، ثم على دكتوراه في اللغة والأدب العربي. 

في 1977، أصبح ملحقا لدى مكتب مفتي الجمهورية التونسية، ثم اشتغل منذ 1984 في وزارة الأسرة والمرأة. بعد ذلك أصبح ملحقا في مجلس النواب.

عملا أيضا أستاذ في التعليم الثانوي، ثم في المعهد الأعلى للعلوم التطبيقية والتكنولوجية بتونس. إضافة إلى عمله في إعداد وتقديم حصص دينية في قنوات عمومية وخاصة.

في 6 يناير 2016، تم تعيينه وزيرا للشؤون الدينية في حكومة الحبيب الصيد.

## مقالات ذات صلة
- جامع الزيتونة
- وزارة الشؤون الدينية (تونس)